# Маланин, Владимир Владимирович
Влади́мир Влади́мирович Мала́нин (род. 30 августа 1942, с. Сылвенск, Кунгурский район, Пермская область) — российский механик, доктор технических наук, профессор, заведующий кафедрой процессов управления и информационной безопасности механико-математического факультета (1975—2011), проректор по научной работе (1983—1987), ректор (1987—2010), президент (2010—2025) Пермского университета.

## Биография
Окончил с отличием Кунгурский нефтяной техникум, получив квалификацию техника-технолога по холодной обработке металлов резанием (1960). В 1960—1965 годах учился на механико-математическом факультете Пермского университета. Как одному из лучших студентов ПГУ, на пятом курсе ему была предоставлена возможность обучения и стажировки на механико-математическом факультете МГУ. После окончания в 1965 году университета и получения диплома специалиста-механика (с отличием), был приглашён для преподавательской работы на кафедре механики.
С 1965 по 1969 годы — ассистент кафедры механики. В 1966 году поступил и в 1969 году досрочно окончил аспирантуру по специальности «Теоретическая механика» (диссертация «Некоторые вопросы исследования процесса выведения летательного аппарата на заданную программу», научный руководитель — И. Ф. Верещагин); в 1970 году получил степень кандидата физико-математических наук. С 1969 года — старший преподаватель, с апреля 1971 года — доцент кафедры механики. Работал на кафедре в области сложных динамических (в том числе стохастических) систем.
С ноября 1975 до конца 2011 года — заведующий кафедрой механики и процессов управления (с 2006 года — кафедра процессов управления и информационной безопасности) механико-математического факультета Пермского университета. В 1991 году присвоено ученое звание профессора, в марте 2001 года присуждена учёная степень доктора технических наук. С 2011 года перешёл на должность профессора кафедры.
С 1983 года по 1987 год — проректор по научной работе Пермского университета. В марте 1987 года В. В. Маланин был избран коллективом университета на должность ректора (одним из первых в СССР и первым в РСФСР возглавил вуз таким путём); затем он четырежды (в 1992, 1997, 2002, 2007 годах) переизбирался на эту должность. В 1996 году был избран председателем Совета ректоров вузов Пермской области, в 2007 году — председателем Совета ректоров вузов Пермского края. 15 января 2010 года уволен с поста ректора по собственному желанию и избран президентом ПГУ как национального исследовательского университета. С 2010 года является членом Совета Российского союза ректоров, членом президиума Евразийской ассоциации университетов, членом Президиума Пермского научного центра УрО РАН, членом Совета попечителей и Учёного совета ПГНИУ.
Заместитель Председателя Научно-методического совета по теоретической механике при Министерстве образования и науки Российской Федерации (1999), Председатель Пермского отделения Императорского православного палестинского общества (2008-2020), председатель Комитета почетных членов Пермского отделения ИППО (с 2020).
Был доверенным лицом президента РФ В. В. Путина на президентских выборах 2000, 2004 и 2012 годов. Председатель Общественного совета ГУВД Пермского края (2010—2013), член Общественной палаты Пермского края 1, 2, 3 созывов (2010—2015).
Свободно владеет английским и французским языками.
Супруга, Людмила Ивановна, — врач. Дочери: Ольга и Ирина.

## Научная деятельность
Является основателем нового научного направления, связанного с динамикой сложных детерминированных и стохастических систем. Научные интересы также связаны с такими темами, как компьютерная алгебра, математическое моделирование в естественных науках, общая и прикладная механика, методы оптимизации, история физико-математических наук.
Самое длительное по периоду работы направление научных исследований — решение задач оптимального управления полётом летательных аппаратов. В последнее время занят разработкой методов механики твёрдого тела, использующих для описания движения параметры Родрига — Гамильтона и Кэли — Клейна.
Под руководством В. В. Маланина с 1975 года на кафедре механики Пермского университета долгие годы работает научный семинар по динамическим системам. Важную роль в его становлении как учёного и преподавателя сыграли научные стажировки в 1976 и 1977 годах в Сорбонне (Франция) и в 1999 году — в Оксфорде (Великобритания).
Под руководством В. В. Маланина на базе Пермского университета, учебных и научных учреждений области и края были проведены международные, всесоюзные, всероссийские и региональные конференции, симпозиумы и семинары. Является руководителем научных работ по грантам CDRF (Американский фонд гражданских исследований и разработок, 2002—2008), РФФИ (с 2002 года).
В. В. Маланин подготовил 8 кандидатов наук (Н. А. Стрелкова, 1983; А. Г. Юрлов, 1984; В. А. Карпов, 1985; Н. А. Репьях, 1986; Б. И. Тимофеев, 1986; И. Е. Полосков, 1987; В. В. Аюпов, 1989; Ф. В. Набоков, 1999); являлся научным консультантом при подготовке двух докторских диссертаций (И. Е. Полосков, 2004; О. Г. Пенский, 2007). С 2010 года — председатель докторского диссертационного совета ПГНИУ по физико-математическим наукам, а также Пермского регионального отделения РГНФ.
Является автором и соавтором более 440 публикаций по различным областям науки, из которых 139 вышли в закрытой печати, 5 научных пособий для вузов, сборника задач, 10 монографий, 5 свидетельств об официальной регистрации программ для ЭВМ, 4 свидетельств об официальной регистрации систем управления базами данных, 16 патентов и свидетельств о государственной регистрации.
Член Национального комитета по теоретической и прикладной механике РАН (2002), заместитель Председателя Научно-методического совета по теоретической механике Министерства образования и науки Российской Федерации (с 2010).

## Административная деятельность

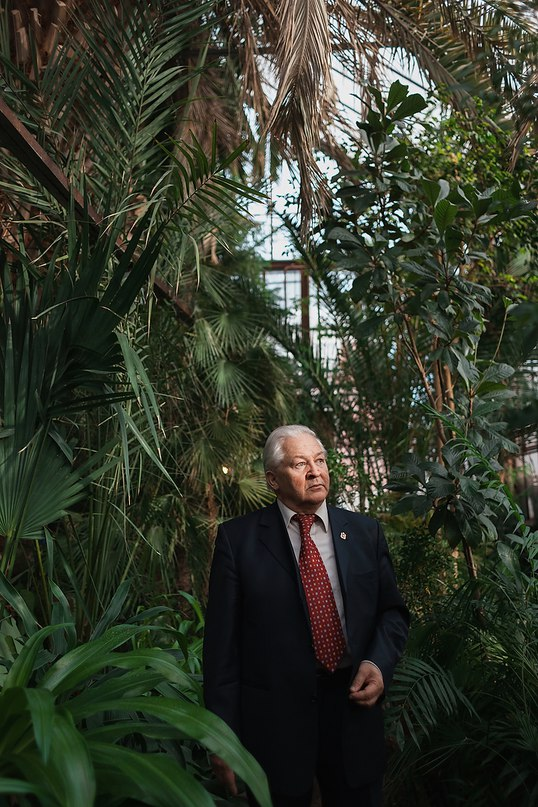
В. В. Маланин в оранжерее Ботанического сада ПГНИУ

За время работы В. В. Маланина в должности заведующего кафедрой были созданы и оборудованы лаборатория общей механики и кабинет механики, носящий имя И. Ф. Верещагина (основателя кафедры механики и её многолетнего заведующего), а также лаборатория информационной безопасности, установлены научные контакты с ведущими университетами и институтами.
Стал одним из инициаторов и активным участником создания самостоятельного хозрасчётного научного подразделения университета нового типа — конструкторского бюро «Маяк» (1980), которое объединило ряд хоздоговорных лабораторий кафедр университета; является научным руководителем одного из его отделов.
Работая на посту проректора (1983—1987), Маланин проявил себя как инициативный организатор научных исследований. В этот период вырос научный авторитет университета, более чем в два раза увеличились объёмы финансирования исследований, появились новые лаборатории в университете и Естественнонаучном институте (ЕНИ) при Пермском университете, свои корпус и производственная база в ОКБ «Маяк».
Под руководством Маланина-ректора (1987—2010) в Пермском университете были реорганизованы действующие и созданы новые факультеты (в 1996 году — философско-социологический, в 2003 году — современных иностранных языков и литератур) и кафедры, начато обучение десяткам новых специальностей, оптимизирована структура вуза и др. После снятия в 1989 года с Перми статуса города, закрытого для посещения иностранцев, Маланин много внимания уделял развитию международных связей. В начале 1990-х годов был построен новый корпус ЕНИ, в 2004 году — новый административно-учебный корпус.
За столетнюю историю Пермского университета В. В. Маланину принадлежит рекорд по сроку ректорства (23 года).

## Награды и звания
- Нагрудный знак «За отличные успехи в работе в области высшего образования» (1987).
- Медаль «Ветеран труда» (1990).
- Почётная грамота Президиума Верховного совета Российской Федерации (7 сентября 1992) — за большой вклад в развитие науки, просвещения и народного образования[5].
- Заслуженный деятель науки Российской Федерации (6 января 1995) — за заслуги в научной деятельности
- Почётный работник высшего профессионального образования Российской Федерации (1996).
- Орден «За заслуги перед Отечеством» IV степени (2000) — за заслуги перед государством, многолетний добросовестный труд и большой вклад в укрепление дружбы и сотрудничества между народами[6].
- Медаль К. Д. Ушинского (2002).
- Памятный знак «Герб Пермской области» (2002).
- Почётный гражданин Пермской области (22 апреля 2003)[7].
- Медаль им. Л. Эйлера «За заслуги» механико-математического факультета ПГУ (2005).
- Строгановская премия Пермского землячества и диплом лауреата в номинации «За честь и достоинство» (2007).
- Диплом лауреата в номинации «Наука и образование» конкурса «Персона года» Пермского европейского клуба (2007).
- Диплом номинанта «Выбор пермской прессы» в номинации «Образование. Персона года» (2007).
- Орден «За заслуги перед Отечеством» III степени (2008) — за заслуги в области образования, науки и большой вклад в подготовку квалифицированных специалистов[8].
- Почётная грамота Евразийской ассоциации университетов (2011).
- Почётный гражданин Перми (22 мая 2012)[9].
- Заслуженный профессор Пермского университета (2015)[10].
- Благодарственные письма президента РФ (март 2000, май 2000, май 2012, декабрь 2012).

Член Международной академии наук высшей школы (1994), Академии космонавтики им. К. Э. Циолковского (1994), Международной академии информатизации (1995) и РАЕН (1996).

## Основные работы
- Маланин В. В., Шамордин Е. А. Сборник задач и упражнений по методам оптимизации. — Пермь: Перм. ун-т, 1974. — 82 с.
- Бугаенко Г. А., Маланин В. В., Яковлев В. И. Классическая механика (Ньютоновская механика): Наглядно-дидактические материалы. — Пермь: Перм. ун-т, 1989. — 101 с.
- Бугаенко Г. А., Маланин В. В., Яковлев В. И. Классическая механика (Аналитическая механика): Наглядно-дидактические материалы. — Пермь: Перм. ун-т, 1989. — 110 с.
- Воронина Н. В., Маланин В. В., Рекка Р. А. Осциллирующие функции и некоторые их приложения. — Свердловск: Изд-во Урал. ун-та, 1990. — 112 с.
- Воронина Н. В., Маланин В. В., Рекка Р. А. Интегродифференциальные уравнения и их приложения. — Пермь: Изд-во Перм. ун-та, 1995. — 91 с.
- Яковлев В. И., Маланин В. В., Гилев И. В., Карпова В. И. Из истории механики XVIII—XIX веков: Учеб. пособие для вузов. — Пермь: Перм. ун-т, 1998. — 132 с.
- Бугаенко Г. А., Маланин В. В., Яковлев В. И. Основы классической механики: Учеб. пособие для вузов. — М.: Высшая школа, 1999. — 367 с. — ISBN 5-06-003587-5.
- Маланин В. В., Полосков И. Е. Случайные процессы в нелинейных динамических системах. Аналитические и численные методы исследования. — М.; Ижевск: НИЦ «Регулярная и хаотическая динамика», 2001. — 160 с.
- Маланин В. В., Стрелкова Н. А. Метод Вьеториса и его применение к задачам статистической динамики и оптимального управления. — М.; Ижевск: НИЦ «Регулярная и хаотическая динамика», 2002. — 140 с.
- Маланин В. В., Стрелкова Н. А. Оптимальное управление ориентацией и винтовым движением твердого тела. — М.; Ижевск: НИЦ «Регулярная и хаотическая динамика», 2004. — 204 с.
- Маланин В. В., Полосков И. Е. Методы и практика анализа случайных процессов в динамических системах: учеб. пособие. — М.; Ижевск: НИЦ «Регулярная и хаотическая динамика», 2005. — 296 с.
- Аликин В. Н., Маланин В. В., Соколовский М. И., Сесюнин С. Г., Серебренников С. Ю., Селиванов М. А. Математическое моделирование теплового и напряженно-деформированного состояния оболочечных конструкций с наполнителем / Под науч. ред. чл.-корр. РАН М. И. Соколовского. — Пермь: «НИИУМС», 2007. — 109 с.
- Маланин В. В., Пенский О. Г. Сопряженные модели динамики импульсно-тепловых машин и проникания недеформируемых тел в сплошную среду: монография. — Пермь: Перм. ун-т, 2007. — 199 с.
- Корниенко С. И., Маланин В. В., Оспенникова Е. В., Семакин И. Г., Хеннер Е. К. Формирование информационно-коммуникационной компетентности выпускников классического университета: науч. издание. — Пермь: Перм. ун-т, 2007. — 224 с.